# Træningsløb
Træningsløb er orienteringsløb, som gennemføres i mindre stram form end konkurrenceløb. Træningsløb gennemføres som oftest i klubregi, ugentlig og med mulighed for at medlemmer af naboklubber og andre interesserede kan deltage. Orienteringsløberne får her en mulighed for at vedligeholde træningen samt at møde andre klubkammerater.
Ved træningsløbene skal man som regel selv tegne sin bane ind efter et mønsterkort udarbejdet af banelæggeren. Man kan eventuelt medbringe eget lamineret kort.